# イブン・ハンバル

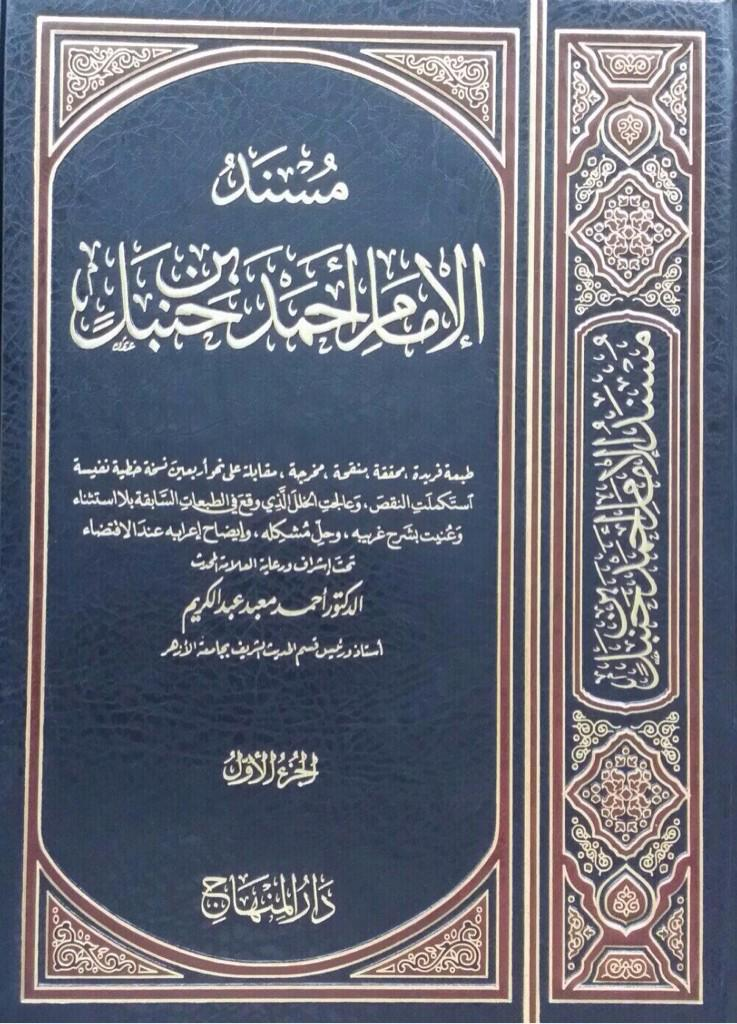
イブン・ハンバルの主著『ムスナド・アフマド』の現代における刊本のひとつの書影。

イブン・ハンバル（Aḥmad b. Ḥanbal, 780年 - 855年）は、ムスリムの神学者、法学者。預言者ムハンマドの言行（ハディース）を収集・編纂し、ハンバリー派法学の基礎を築いた（#生涯）。伝承した教友の順にハディースを配列した伝承集『ムスナド・アフマド』は主要著作とみなされる（#著作）。イブン・ハンバルの思想の影響は後代に及び、例えば、13-14世紀の神学者イブン・タイミーヤ、18世紀アラビアのワッハーブ派の運動、19世紀エジプトの伝統回帰的運動であるサラフィー主義などにその影響がみられる。

## 生涯
イブン・ハンバルの父系の家系は、アラブ＝イスラームによるイラク、ホラーサーン方面での征服に大きく関わった、アラブ部族のラビーア族のひとつ、バヌー・シャイバーンに属する。「ハンバル」は父系祖父の名前であり、祖父ハンバル・ブン・ヒラールはウマイヤ朝下でサラフスを治め、アッバース家を奉じる革命運動に最初期から関わった人物である。イブン・ハンバルの父ムハンマド・ブン・ハンバルはホラーサーン軍に属し、軍命に従ってホラーサーン地方からバグダードへ移住し、移住から数か月後のヒジュラ暦164年第2ラビー月（西暦780年12月）に「イブン・ハンバル」ことアフマドが生まれた。なお、父ムハンマドはアフマドが3歳ぐらいのときに亡くなった。
イブン・ハンバルはバグダードで教育を受け、諸学の中でもハディース伝承の研究に一生を捧げると決心して、ヒジュラ暦179年（西暦795年ごろ）に旅に出た。「イブン・ハンバルは青年期にイラク、ヒジャーズ、イエメン、シリア、イラン、ホラーサーン、マグレブと遍歴して学問を続けた」と言われる。しかし、イラン、ホラーサーン、マグレブへの遍歴はほぼ間違いなく伝説の類である。イブン・ハンバルはイラク、ヒジャーズ、イエメン、シリアを訪れ、特にバスラには何度も立ち寄った。さらに訪問の頻度が高かったのはメッカで、計5回、巡礼のために訪問している。
イブン・ハンバルはイスラームの歴史の中で特に精力的に活動した人物であると評され、彼が交流し、教えを受けた先達の人数は極めて多い。ヒジュラ暦179年から183年まで、バグダードで彼を日常的に教え導いたのは、フシャイム・ブン・バシール Hushaym b. Bashīr である。同地には法官長（カーディー）アブー・ユースフがおり、イブン・ハンバルもその講義に参加したが、深く影響を受けるには至らなかった。183年以後は、当時のヒジャーズ派の法学の重鎮、スフヤーン・ブン・ウヤイナ Sufyān b. ‘Uyayna が主にイブン・ハンバルを導いた。自著によるとそのほかにも、クーファ、バスラ、それぞれに重要な師匠を持った。しかし、イブン・タイミーヤが指摘するところによると、イブン・ハンバルの法学の形成には、これらイラク学派よりもはるかに、ヒジャーズ学派、ハディース派の思想が決定的に影響を与えている。
なお、ムハンマド・ブン・イドリース・シャーフィイーはイブン・ハンバルより年上の同時代人であるため、後者が前者の弟子であると言われることがよくある。たしかにイブン・ハンバルはシャーフィイーの教説の内容をある程度は知っていたとみられ、ヒジュラ暦195年にはバグダードで彼らの生涯でただ一度だけとなる直接の面会も果たしている。しかしながら、Laoust (1960) によると、「イブン・ハンバルはヒジャーズの伝承重視の思想に他の何よりも強い影響を受けている」というイブン・タイミーヤの指摘に鑑みれば「イブン・ハンバルはシャーフィイーの弟子であった」という言説は不適当であり、事実を単純化しすぎた言説ということになる。
アッバース朝のカリフ位にマァムーンが在位した時代の終盤から次代のムゥタスィムの在位年間にかけての時代は、イブン・ハンバルにとって迫害の時代になった。マァムーンはムゥタズィラ派の学者ビシュル・マリースィーの意見を取り入れてムゥタズィラ派の教説を国家公認の思想とした。イブン・ハンバルは、「クルアーン＝被造物」説というムゥタズィラ派の説に激しく反発し、同説が正統に反すると説いた。このことは当時タルスースにいたマァムーンの耳に入り、バグダードにいたイブン・ハンバルはムハンマド・ブン・ヌーフという別の批判者とともに鎖で繋がれてカリフの面前に引き出されることになった。ところがアッカを過ぎたあたりでマァムーン病没の報を受け、二人ともバグダードへ戻されることになった。しかし、この過酷な旅でムハンマド・ブン・ヌーフは死に、生き残ったイブン・ハンバルもバグダードの複数の牢獄をたらいまわしにされた。
新しいカリフのムゥタスィムは異端審問（ミフナ）を廃止するつもりであったけれども、「国家の体面を保つため」というムゥタズィラ派の法官長の意見を容れて、イブン・ハンバルを呼び出したと言われている。ヒジュラ暦219年ラマダーン月にカリフの前でイブン・ハンバルは、クルアーンが作られたものであると信じることを頑固に拒み、鞭打たれた。そして2年間投獄された。出獄後もムゥタスィムの世の間は自邸に隠棲し、個人的なハディースの教授にとどまった。次代のワースィクの間も同様で、その次のムタワッキルの即位（847年）以後、公の場に姿を見せるようになった。

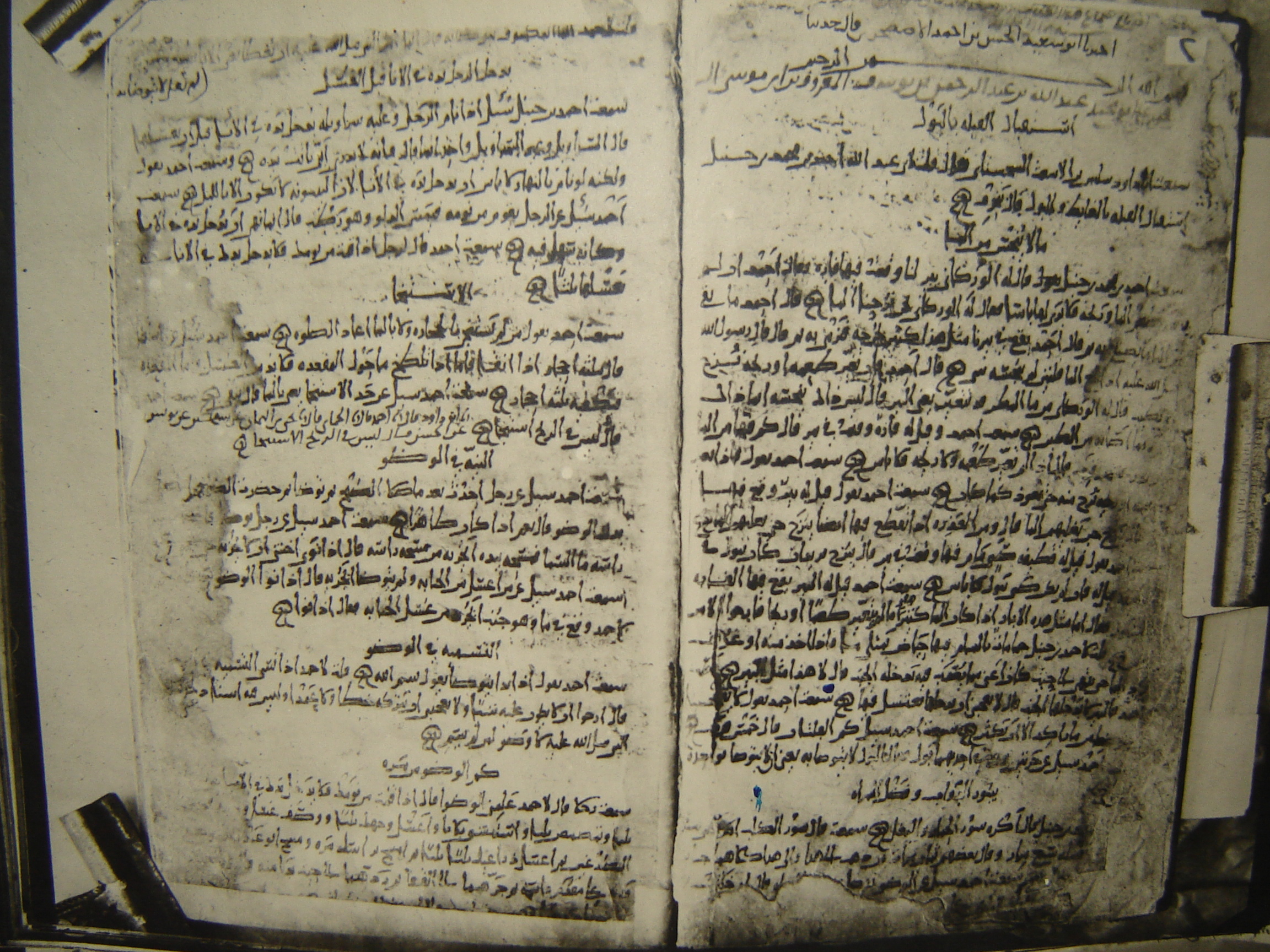
アブー・ダーウード・スィジスターニーがイブン・ハンバルに宛てた書簡の写し。ヒジュラ暦266年第1ラビー月（西暦879年10月）に筆写され、イスラーム教の歴史の中で現存する最古の写本群のひとつ。アブー・ダーウードはイブン・ハンバルに法学的見解を尋ねている。

イブン・ハンバルはヒジュラ暦241年第1ラビー月（西暦855年7月）に病気になり、その後まもなくバグダードで亡くなった。ユリウス暦換算で75歳である。葬儀には何万人もの人が参列し、数千人のユダヤ教徒やキリスト教徒がその日に改宗したと伝えられている。

## 著作
イブン・ハンバルはハンバル学派の名祖として有名であるが、9世紀を代表する高名なハディース学者でもあった。彼が生涯に渡って収集したハディースは彼の息子や弟子たちが集成したものを含めて『ムスナド』（Musnad）として編纂された。「ムスナド」とはハディース集の様式のひとつのことであり、通常、ハディースは伝承経路（イスナード）と本文（マトン）とからなるが、預言者ムハンマドの言行を伝えた教友（サハーバ）ごとに配列されたものを言う。
ハディースは本文と伝承経路を併せて記憶されるもので、ムスナドは伝承経路の区分を意図したものであり、信憑性の高低に関わらず同系統の伝承情報を一括できるという利点がある。そのため、特定のハディースを検索・抽出するのには専門家でなければ扱いづらいものの、法学者やハディース学者など法学関係の専門家にとって有益なハディース集の様式である。特に、イブン・ハンバルの『ムスナド』は、ムスナド様式のハディース集としてはスンナ派で非常に信憑性の高いハディース集として尊重されてきたものである。